# 1795 en architecture
| Années de l'architecture : 1792 - 1793 - 1794 - 1795 - 1796 - 1797 - 1798    |
| Décennies de l'architecture : 1760 - 1770 - 1780 - 1790 - 1800 - 1810 - 1820 |

Cet article présente les faits marquants de l'année 1795 en architecture.

## Réalisations
- Brésil : fontaine de Saracuras construite dans la cour intérieure du Convento da Ajuda à Rio de Janeiro ; en 1911, elle est déplacée sur la place du général Osório (Praça General Osório), dans le quartier d'Ipanema.
- France : hôtel Fenwick pour le consul des États-Unis, à Bordeaux, par Jean-Baptiste Dufart[1].
- Italie : Reconstruction du Teatro Tordinona à Rome, par Felice Giorgi, sous le nom de Teatro Apollo.
- Pologne : le palais Łazienki à Varsovie, construit en 1689, est transformé par l'architecte Domenico Merlini, à la demande du roi Stanislas II, en appartements privés[2].
- Serbie : 
  - Église de l'Assomption à Zemun, construite à l'emplacement d'une ancienne mosquée sur les plans de l'architecte Toma Miklaušić, à Belgrade.
  - Église Saint-Georges de Takovo, église en bois sur un soubassement de pierres, œuvre de maîtres artisans originaires de la région de l'Osat en Bosnie.
- Tunisie : fort Borj Jilij dans l'île de Djerba[3].

## Événements
- Empire ottoman : l'architecte français Antoine Ignace Melling est nommé architecte impérial du sultan Sélim III.
- États-Unis : Joseph-François Mangin succède à Charles Vincent comme assistant ingénieur pour les fortifications du port de New York.
- France : 
  - Ouverture à Paris du Musée des Monuments français, créé par Alexandre Lenoir où il rassemble les fragments d'architecture qu'il parvient à sauvegarder, après les destructions du patrimoine architectural intervenues pendant la période de la première période révolutionnaire française (1789-1794).
  - Création du Conseil des bâtiments civils en 1795 par Jean Rondelet, Jean-François Chalgrin et  Alexandre-Théodore Brongniart[4].
  - octobre : début du réaménagement par Étienne-Chérubin Leconte du Palais Bourbon à Paris (façade et  salle de l'assemblée en forme d'hémicycle).
- Portugal : 9 novembre pose de la première pierre du Palais national d'Ajuda, construit sur les plans de Manuel Caetano de Sousa, à Lisbonne.

## Récompenses
- France : comme en 1794, pas d'attribution du prix de Rome en architecture, en raison de la guerre et de l'impossibilité de se rendre en Italie ; les concours reprendront en 1797 sous la houlette de l'Institut de France qui remplace les anciennes académies.

## Naissances
- 13 janvier : Pierre-Félix Delarue, architecte français († 30 août 1873).
- 26 février : Jacques-Aimé Meffre, architecte français, actif à Tours († 1868).
- 3 mars : Charles-Félix Maillet du Boullay, architecte français († 29 mars 1878).
- 9 mars : Constant Douillard, architecte français, actif à Nantes et en Loire-Atlantique († 9 septembre 1878).
- 8 avril : Ireneo Aleandri, architecte italien († 6 mars 1885).
- 30 avril : Achille-Jacques Fédel, architecte et ornemaniste français († 21 mai 1849).
- 23 mai : Charles Barry, architecte britannique, connu pour son rôle dans la reconstruction du palais de Westminster († 12 mai 1860).
- 30 mai : Jean-Marie Pollet, architecte français, actif à Lyon († 28 juin 1839).
- 17 octobre : Thomas Leverton Donaldson, architecte britannique († 1er août 1885).
- 30 octobre : Laurent de Dignoscyo, architecte français, urbaniste et cartographe, actif à Lyon († 14 novembre 1876).
- Date précise inconnue : 
  - Paul Letarouilly, architecte, cartographe et graveur français († 1855).

## Décès
- 23 juin : James Craig, architecte écossais, particulièrement actif à Édimbourg (° 31 octobre 1739).
- 21 août : Pierre-Michel d'Ixnard, architecte français qui œuvra surtout en Allemagne méridionale (° 22 novembre 1723).
- Date précise inconnue : 
  - Pierre Desmaisons, architecte français (° 1711).
  - Pierre-Noël Rousset, architecte français, (° vers 1715).